# Élections législatives luxembourgeoises de 1964
Les élections législatives de 1964 (en luxembourgeois : Chamberwale vum 7. Juni 1964 et en allemand : Kammerwahl vom 7. Juni 1964) ont eu lieu le 7 juin 1964 afin de désigner les cinquante-six députés de la législature 1964-1968 de la Chambre des députés du Luxembourg.

## Résultats

### Résultats nationaux
|                          |                                                |           |       |      |        |     |  |  |  |  |  |  |  |  |
| Partis                   | Partis                                         | Voix      | %     | +/-  | Sièges | +/- |  |  |  |  |  |  |  |  |
|                          | Parti ouvrier socialiste luxembourgeois (LSAP) | 999 843   | 37,68 | 2,76 | 21     | 4   |  |  |  |  |  |  |  |  |
|                          | Parti populaire chrétien-social (CSV)          | 883 079   | 33,28 | 3,63 | 22     | 1   |  |  |  |  |  |  |  |  |
|                          | Parti démocratique (DP)                        | 280 644   | 10,58 | 7,87 | 6      | 5   |  |  |  |  |  |  |  |  |
|                          | Parti communiste luxembourgeois (KPL)          | 330 909   | 12,47 | 3,40 | 5      | 2   |  |  |  |  |  |  |  |  |
|                          | Mouvement indépendant populaire (MIP)          | 159 370   | 6,01  | 6,01 | 2      | 2   |  |  |  |  |  |  |  |  |
| Total des voix           | Total des voix                                 | 2 653 845 | 100   |      |        |     |  |  |  |  |  |  |  |  |
|                          |                                                |           |       |      |        |     |  |  |  |  |  |  |  |  |
| Votes valides            | Votes valides                                  | 163 158   | 93,93 |      |        |     |  |  |  |  |  |  |  |  |
| Votes blancs et nuls     | Votes blancs et nuls                           | 10 544    | 6,07  |      |        |     |  |  |  |  |  |  |  |  |
| Total                    | Total                                          | 173 702   | 100   | -    | 56     | 4   |  |  |  |  |  |  |  |  |
| Abstentions              | Abstentions                                    | 18 086    | 9,43  |      |        |     |  |  |  |  |  |  |  |  |
| Inscrits / Participation | Inscrits / Participation                       | 191 788   | 90,57 |      |        |     |  |  |  |  |  |  |  |  |

### Résultats par circonscription
| Sud Est Centre Nord |

| Circonscriptions         | Circonscriptions         | Sud       | Sud       | Sud    | Sud           | Est     | Est     | Est    | Est           | Centre  | Centre  | Centre | Centre | Nord    | Nord    | Nord   | Nord          |
| ------------------------ | ------------------------ | --------- | --------- | ------ | ------------- | ------- | ------- | ------ | ------------- | ------- | ------- | ------ | ------ | ------- | ------- | ------ | ------------- |
|                          |                          |           |           |        |               |         |         |        |               |         |         |        |        |         |         |        |               |
| Sièges                   | Sièges                   | 23        | 23        | 23     | 3             | 6       | 6       | 6      | en stagnation | 18      | 18      | 18     | 2      | 9       | 9       | 9      | 1             |
|                          |                          |           |           |        |               |         |         |        |               |         |         |        |        |         |         |        |               |
|                          |                          | Nombre    | Nombre    | %      | %             | Nombre  | Nombre  | %      | %             | Nombre  | Nombre  | %      | %      | Nombre  | Nombre  | %      | %             |
| Total des voix           | Total des voix           | 1 417 557 | 1 417 557 | 100,00 | 100,00        | 101 528 | 101 528 | 100,00 | 100,00        | 899 772 | 899 772 | 100,00 | 100,00 | 234 988 | 234 988 | 100,00 | 100,00        |
| Valides                  | Valides                  | 64 778    | 64 778    | 94,21  | 94,21         | 17 929  | 17 929  | 93,42  | 93,42         | 52 745  | 52 745  | 93,97  | 93,97  | 27 706  | 27 706  | 93,54  | 93,54         |
| Blancs et nuls           | Blancs et nuls           | 3 984     | 3 984     | 5,79   | 5,79          | 1 263   | 1 263   | 6,58   | 6,58          | 3 382   | 3 382   | 6,03   | 6,03   | 1 915   | 1 915   | 6,47   | 6,47          |
| Votants                  | Votants                  | 68 762    | 68 762    | 100,00 | 100,00        | 19 192  | 19 192  | 100,00 | 100,00        | 56 127  | 56 127  | 100,00 | 100,00 | 29 621  | 29 621  | 100,00 | 100,00        |
| Abstentions              | Abstentions              | 6 304     | 6 304     | 8,40   | 8,40          | 2 161   | 2 161   | 10,12  | 10,12         | 6 431   | 6 431   | 10,28  | 10,28  | 3 190   | 3 190   | 9,72   | 9,72          |
| Inscrits / Participation | Inscrits / Participation | 75 066    | 75 066    | 91,60  | 91,60         | 21 353  | 21 353  | 89,88  | 89,88         | 62 558  | 62 558  | 89,72  | 89,72  | 32 811  | 32 811  | 90,28  | 90,28         |
|                          |                          |           |           |        |               |         |         |        |               |         |         |        |        |         |         |        |               |
| Partis                   | Partis                   | Voix      | %         | Sièges | +/−           | Voix    | %       | Sièges | +/−           | Voix    | %       | Sièges | +/−    | Voix    | %       | Sièges | +/−           |
|                          | CSV                      | 421 954   | 29,77     | 7      | en stagnation | 47 068  | 46,36   | 3      | en stagnation | 306 959 | 34,12   | 7      | 1      | 107 098 | 45,58   | 5      | en stagnation |
|                          | LSAP                     | 593 103   | 41,84     | 10     | 2             | 25 449  | 25,07   | 2      | 1             | 303 417 | 33,72   | 6      | 1      | 77 874  | 33,14   | 3      | en stagnation |
|                          | DP                       | 75 577    | 5,33      | 1      | 1             | 19 749  | 19,45   | 1      | 1             | 148 785 | 16,54   | 3      | 2      | 36 533  | 15,55   | 1      | 1             |
|                          | KPL                      | 241 293   | 17,02     | 4      | 1             | 3 100   | 3,05    | 0      | Nv            | 80 569  | 8,95    | 1      | 1      | 5 947   | 2,53    | 0      | Nv            |
|                          | MIP                      | 85 630    | 6,04      | 1      | 1             | 6 162   | 6,07    | 0      | Nv            | 60 042  | 6,67    | 1      | 1      | 7 536   | 3,21    | 0      | Nv            |

### Composition de la Chambre des députés
| Sud | Est | Centre | Nord |
| --- | --- | --- | --- |
| 1. Albert Berchem (DP) 2. Nicolas Biever (LSAP) 3. Edmond Chlecq (MIP) 4. Émile Colling (CSV) 5. Jean Dupong (CSV) 6. Romain Fandel (LSAP) 7. Jean Fohrmann (LSAP) 8. Jean Gallion (LSAP) 9. Pierre Gansen (LSAP) 10. Jean-Pierre Glesener (CSV) 11. Joseph Grandgenet (KPL) 12. Jacques Hoffmann (KPL) 13. Théophile Kirsch (LSAP) 14. Marcel Knauf (LSAP) 15. Antoine Krier (LSAP) 16. Joseph Lucius (CSV) 17. Pierre Schockmel (CSV) 18. Jules Schreiner (LSAP) 19. Jean Spautz (CSV) 20. Dominique Steichen (LSAP) 21. Dominique Urbany (KPL) 22. Arthur Useldinger (KPL) 23. Charles Wirtgen (CSV) | 1. Victor Bodson (LSAP) 2. Ali Duhr (CSV) 3. Georges Hurt (LSAP) 4. Fernand Kons (CSV) 5. Robert Schaffner (DP) 6. Émile Schaus (CSV) | 1. Tony Biever (CSV) 2. Albert Bousser (LSAP) 3. Paul Elvinger (DP) 4. Marcel Fischbach (CSV) 5. Pierre Grégoire (CSV) 6. René Hengel (LSAP) 7. Alphonse Hildgen (LSAP) 8. Adrien van Kauvenbergh (LSAP) 9. Nicolas Kollwelter (CSV) 10. Georges Margue (CSV) 11. Nicolas Mosar (CSV) 12. Jean-Pierre Reisdoerfer (MIP) 13. Eugène Schaus (DP) 14. Gaston Thorn (DP) 15. Dominique Urbany (KPL) 16. Antoine Wehenkel (LSAP) 17. Pierre Werner (CSV) 18. Joseph Wohlfart (LSAP) | 1. Victor Abens (LSAP) 2. Henry Cravatte (LSAP) 3. Henri Diederich (DP) 4. Nicolas Ferring (CSV) 5. Frankie Hansen (LSAP) 6. Joseph Herr (CSV) 7. Camille Ney (CSV) 8. Georges Wagner (CSV) 9. Jean Winkin (CSV) |